# Cosmopterix carpo
Cosmopterix carpo là một loài bướm đêm thuộc họ Cosmopterigidae. Nó được tìm thấy ở Puerto Rico và quần đảo Virgin thuộc Anh (Tortola).
Con trưởng thành được sưu tập vào tháng 7 và tháng 8. Cánh trước dài 2,4 mm. Loài này được đặt tên theo Carpo, một Mặt Trăng của Sao Mộc.